# دانييل ماركوش
دانييل ماركوش (بالإنجليزية: Daniel Margush) (28 نوفمبر 1997 بأستراليا - ) هو لاعب كرة قدم أسترالي في مركز حراسة المرمى. لعب مع أدلايد رايدرز ونادي أديلايد يونايتد وAdelaide United FC Youth ‏.

## وصلات خارجية
- دانييل ماركوش على موقع قاعدة بيانات كرة القدم.إي يو (الإنجليزية)
- دانييل ماركوش على موقع Soccerway.com (الإنجليزية)